# Skoki do wody na Letnich Igrzyskach Olimpijskich 1924 – skoki z trampoliny mężczyzn
Skoki z trampoliny mężczyzn były jedną z konkurencji w skokach do wody na Letnich Igrzyskach Olimpijskich 1924. Zawody odbyły się w dniach 16-17 lipca. W zawodach uczestniczyło 17 zawodników z 9 państw.

## Wyniki

### Runda 1
Trzech zawodników z najmniejszą liczbą punktów z każdej grupy awansowało do finału.
Grupa 1
| Miejsce | Zawodnik          | Punkty | Wynik |
| ------- | ----------------- | ------ | ----- |
| 1       | Clarence Pinkston | 5      | 672   |
| 2       | Dick Eve          | 13     | 522,3 |
| 3       | Curt Sjöberg      | 15     | 523   |
| 4       | Rémy Weil         | 18     | 497,9 |
| 5       | Henk Lotgering    | 25     | 459,2 |
| 6       | Eric MacDonald    | 29     | 433,2 |

Grupa 2
| Miejsce | Zawodnik          | Punkty | Wynik |
| ------- | ----------------- | ------ | ----- |
| 1       | Albert White      | 5      | 681,9 |
| 2       | Adolf Hellquist   | 13     | 494,5 |
| 3       | Henk Hemsing      | 14     | 455,2 |
| 4       | Gregory Matveieff | 21     | 414,1 |
| 5       | Antoine Jacob     | 23     | 425,4 |
| 6       | Arthur Bischoff   | 29     | 385   |

Grupa 3
| Miejsce | Zawodnik        | Punkty | Wynik |
| ------- | --------------- | ------ | ----- |
| 1       | Pete Desjardins | 5      | 662,8 |
| 2       | Edmund Lindmark | 10     | 557   |
| 3       | Julius Balasz   | 16     | 488   |
| 4       | Paul Raeth      | 19     | 455,5 |
| 5       | Atte Lindqvist  | 25     | 398,8 |

### Finał
| Miejsce | Zawodnik          | Punkty | Wynik |
| ------- | ----------------- | ------ | ----- |
| 1       | Albert White      | 7      | 696,4 |
| 2       | Pete Desjardins   | 8      | 693,2 |
| 3       | Clarence Pinkston | 15     | 653   |
| 4       | Edmund Lindmark   | 22     | 599,1 |
| 5       | Dick Eve          | 26     | 564,3 |
| 6       | Adolf Hellquist   | 30     | 544,9 |
| 7       | Curt Sjöberg      | 34     | 538,3 |
| 8       | Henk Hemsing      | 39     | 490,8 |
| 9       | Julius Balasz     | 44     | 463,1 |